# Бутырская (Приморский район)
Бутырская  — деревня в Приморском районе Архангельской области. Входит в состав МО «Боброво-Лявленское».

## География
Деревня находится на правом берегу реки Северная Двина. Административный центр поселения посёлок Боброво находится в 18 км (по прямой) к западу.

### Климат
Климат умеренно-континентальный, морской с продолжительной зимой и коротким прохладным летом. Зима длинная (до 250 дней) и холодная, с температурой воздуха до минус 26 градусов С° и сильными ветрами. Средняя температура января — 15 градусов. Лето прохладное, средняя температура июля + 16 градусов тепла. Осадков от 400 до 600 мм в год. В среднем за год около 27 % всех осадков выпадает в виде снега, 55 % — в виде дождя и 12 % приходится на мокрый снег и снег с дождем. Характерна частая смена воздушных масс, поступающих из Арктики и средних широт. Погода крайне неустойчива. Длина светового дня колеблется от 3 часов 30 минут (22 декабря) до 21 часа 40 минут (22 июня).

### Часовой пояс
Деревня Бутырская, как и вся Архангельская область, находится в часовой зоне МСК (московское время). Смещение применяемого времени относительно UTC составляет +3:00.

## Население
| 2002 | 2010 | 2012 |
| ---- | ---- | ---- |
| 22   | ↘16  | ↗20  |

### Национальный состав
Согласно результатам переписи 2002 года, русские составляли 91 % из 23 человек.

## Инфраструктура
В деревне 1 улица - Усадьба Васильевское...